# RFC Entinté Enghien Sports
RFC Entente Enghien Sports was een Belgische voetbalclub uit Edingen. De club was aangesloten bij de KBVB met stamnummer 339 en had zwart en wit als clubkleuren. De club speelde in haar geschiedenis vier seizoenen in de nationale reeksen.

## Geschiedenis
Enghien Sports werd opgericht in 1923. Op 12 december van datzelfde jaar trad de club toe tot de KBVB. 
Tijdens Wereldoorlog II kon de club voor de eerste maal promoveren naar de bevorderingsreeksen. Het eerste seizoen eindigde de club in de middenmoot. Na een jaar onderbreking door de oorlog eindigde het tweede seizoen in bevordering in mineur. Met een laatste plaats volgde de degradatie naar het provinciaal niveau. 
In 1951 kreeg de club de koninklijke titel en werd de naam gewijzigd naar Royal Enghien Sports. Pas in 1977 kon de club opnieuw opklimmen naar het nationale niveau niveau. Ook ditmaal duurde her verblijf maar twee seizoenen.
In 1998 fuseerde R. Enghien Sports met FC Petit-Enghien. De fusieclub ging verder met het stamnummer van R. Enghien Sports onder de nieuwe naam RFC Entinté Enghien Sports. De club staakte haar activiteiten in 2015.
Uiteindelijk werd er een nieuwe club opgericht: FC Enghiennois met stamnummer 9605.

## Resultaten
| Seizoen | Klasse | Klasse | Klasse | Klasse | Klasse | Reeks                                     | Punten                                    | Opmerkingen                               |
|         | I      | II     | III    |        |        |                                           |                                           |                                           |
| ------- | ------ | ------ | ------ | ------ | ------ | ----------------------------------------- | ----------------------------------------- | ----------------------------------------- |
| 1943/44 |        |        | 10     |        |        | Bevordering A                             | 20                                        |                                           |
| 1944/45 |        |        |        |        |        |                                           |                                           | Geen competitie door Wereldoorlog II      |
| 1945/46 |        |        | 17     |        |        | Bevordering C                             | 12                                        |                                           |
|         | I      | II     | III    | IV     | P.I    | Vanaf 1952/53 zijn er 4 nationale niveaus | Vanaf 1952/53 zijn er 4 nationale niveaus | Vanaf 1952/53 zijn er 4 nationale niveaus |
| 1976/77 |        |        |        |        | 1      | Eerste Prov. Hen.                         | ?                                         |                                           |
| 1977/78 |        |        |        | 10     |        | Vierde klasse C                           | 25                                        |                                           |
| 1978/79 |        |        |        | 16     |        | Vierde klasse B                           | 8                                         |                                           |